# Birchwood (condado de Washburn, Wisconsin)
Birchwood es un pueblo ubicado en el condado de Washburn en el estado estadounidense de Wisconsin. En el Censo de 2010 tenía una población de 478 habitantes y una densidad poblacional de 2,64 personas por km².

## Geografía
Birchwood se encuentra ubicado en las coordenadas 45°42′0″N 91°36′1″O / 45.70000, -91.60028. Según la Oficina del Censo de los Estados Unidos, Birchwood tiene una superficie total de 181.39 km², de la cual 159.96 km² corresponden a tierra firme y (11.81%) 21.42 km² es agua.

## Demografía
Según el censo de 2010, había 478 personas residiendo en Birchwood. La densidad de población era de 2,64 hab./km². De los 478 habitantes, Birchwood estaba compuesto por el 97.49% blancos, el 0% eran afroamericanos, el 1.67% eran amerindios, el 0% eran asiáticos, el 0% eran isleños del Pacífico, el 0% eran de otras razas y el 0.84% pertenecían a dos o más razas. Del total de la población el 0.63% eran hispanos o latinos de cualquier raza.